# Escuelas Menores (Salamanca)
Las Escuelas Menores de Salamanca son uno de los más importantes testimonios del patrimonio arquitectónico y educativo de esta ciudad. Están estrechamente vinculadas a la historia y evolución de la Universidad de Salamanca.  
Habiendo sido fundadas en el siglo XV, estas instalaciones jugaron un papel fundamental en la formación de los estudiantes que aspiraban a ingresar a los estudios superiores de la Universidad. A través de su arquitectura y su evolución a lo largo de los siglos, las Escuelas Menores reflejan el esplendor de la época medieval y el Renacimiento, además de la interacción entre las diferentes corrientes culturales y las transformaciones sociales y académicas que marcaron el desarrollo de la educación superior en España. 
Este complejo ha sido testigo de numerosos cambios y restauraciones, pero su relevancia ha perdurado en el tiempo como un espacio activo, tanto para la formación académica, como para la promoción cultural. 
Con esta información buscamos ofrecer una visión general de su historia, así como la evolución de su arquitectura y su importante legado junto con la Universidad de Salamanca, y las intervenciones más recientes que se han realizado para su conservación y valorización como parte del patrimonio histórico de la ciudad.

## Historia
Las Escuelas Menores de Salamanca forman parte del complejo de la Universidad de Salamanca y representan uno de los conjuntos históricos y arquitectónicos más significativos de la ciudad. Fueron fundadas en el siglo XV y se concibieron como un espacio dedicado a la educación preparatoria de los jóvenes estudiantes que pretendían ingresar en las Escuelas Mayores de la universidad, donde se cursaban estudios superiores, proporcionando así, una formación inicial base para los estudios avanzados. 
En la época medieval, las universidades españolas se estructuraban en dos grandes áreas: las Escuelas Menores y las Escuelas Mayores. En las Escuelas Menores se impartían estudios básicos o preliminares, donde los estudiantes de escasos recursos aprendían los conocimientos necesarios para acceder, mediante becas logradas, a los estudios superiores de las Escuelas Mayores. Estas últimas ofrecían grados avanzados en disciplinas como derecho, medicina y teología, que eran los estudios principales en esa época.
Las Escuelas Menores de Salamanca comenzaron a construirse a finales del siglo XV, probablemente alrededor de 1428, en un contexto de esplendor cultural y educativo en la ciudad. Este periodo coincidió con la consolidación de la Universidad de Salamanca como uno de los centros de enseñanza más prestigiosos de Europa, atrayendo a estudiantes y académicos de todo el continente. La fundación de las Escuelas Menores formó parte de un proyecto para organizar y expandir la educación, de modo que hubiera un espacio adecuado para los estudios básicos, que preparara a los jóvenes para acceder a los grados superiores impartidos en las Escuelas Mayores.
La construcción del edificio de las Escuelas Menores se finalizó en el siglo XVI bajo el patrocinio del obispo de Salamanca y otros importantes mecenas. Durante esta época, la Universidad de Salamanca también se veía beneficiada por el patrocinio de los Reyes Católicos, quienes impulsaban la reforma y expansión de las instituciones educativas en sus dominios. En este contexto, el complejo de las Escuelas Menores complementaba las actividades educativas de las Escuelas Mayores al acoger a los estudiantes de niveles iniciales en materias que eran consideradas fundamentales, como la gramática, la retórica, la aritmética, el latín y la lógica. Estas materias formaban parte del trivium, la primera fase de los estudios liberales de la época.
En los siglos XVII y XIX, las Escuelas Menores dejaron de funcionar como espacio académico debido a la transformación de la universidad y la reestructuración de sus programas de estudio. Sin embargo, el edificio fue preservado debido a su valor histórico y su vinculación con la rica tradición universitaria de Salamanca.
En la actualidad, el edificio de las Escuelas Menores sigue cumpliendo una función educativa y cultural, aunque de forma distinta a su propósito inicial, ya que forma parte del patrimonio arquitectónico y cultural de la Universidad de Salamanca, siendo un espacio que alberga eventos académicos, exposiciones y actividades culturales, además de la pintura del "Cielo de Salamanca", lo cual permite a turistas, estudiantes y académicos disfrutar y explorar su arquitectura e historia.
La Universidad de Salamanca, al ser una de las universidades más antiguas de Europa y un centro de cultura viva, utiliza las Escuelas Menores como un espacio donde se promueve y celebra la herencia académica y cultural de la ciudad. Este papel como espacio de difusión del conocimiento y la cultura permite que las Escuelas Menores continúen siendo parte activa de la vida universitaria y cultural de Salamanca, proyectando su historia y relevancia a las generaciones actuales. 

## Descripción de la obra
Las Escuelas Menores de Salamanca son unas dependencias a las que se accede desde el Patio de Escuelas. Si estas son tan reconocibles es por su entrada, siendo esta una pequeña fachada enmarcada en una de las esquinas del mencionado patio. 
Comenzando a hablar sobre la fachada, podremos observar que, además de estar realizada en una solución escultórica que sigue el mismo ritmo que las utilizadas en las Escuelas Mayores, se divide en tres cuerpos. 
En el primero vamos a encontrar dos arcos de medio punto geminados, los cuales se encuentran divididos por una columna realizada en granito. Encima de estos elementos, en las enjutas, hay labrados unos medallones de busto muy corto, dado que únicamente se representa la cabeza y una pequeña parte del cuello, de los que se cree que son Cristo, Hércules y Teseo dados los atributos con los que se encuentran representados. 
En el segundo cuerpo encontramos una decoración heráldica, es decir, destinada a un escudo de armas. Podemos ver tres, de los cuales el central está dedicado a Carlos I de España y V del Sacro Imperio Romano Germánico. Estos escudos se encuentran enmarcados con pilastras cuyos motivos decorativos están hechos a partir de grutescos. En cuanto a la decoración, tanto en el interior de los escudos de los extremos, como en la parte superior del central, hay esculpidas unas águilas bicéfalas. Además sobre estas águilas localizamos tres coronas, que representarían los tres triunfos de Carlos V: Su coronación en Aquisgrán y sus victorias en la Guerra Italiana de los Cuatro Años (1521-1526) en Milán y en el motín del Saco de Roma (1527).
El tercer y último cuerpo es un friso. Contiene una tiara papal y a los lados de esta se encuentran nuevamente unos medallones, en ellos talladas esta vez las figuras de los Santos Pedro y Pablo. Todo ello rodeado de ornamentos de carácter renacentista. 
Una vez damos paso al interior de esta arquitectura, lo primero con lo que nos encontramos es con un zaguán, una pequeña estructura que sirve como zona de paso al interior del patio. Esta sección se encuentra en parte cubierta por una bóveda de crucería de carácter gótico, y seguidamente abierta al cielo. La pared que hace finalmente de paso al patio presenta dos arcos, nuevamente geminados, pero esta vez siendo uno de ellos de medio punto y el otro deprimido. Sobre ellos está representado el sello de la Universidad de Salamanca rodeado de la inscripción Omnium Scientiarum Princeps Salmantina Docet, frase que dependiendo del significado que se le de a la palabra Princeps (príncipe o principal) vendría a significar “Salamanca enseña todas las ciencias principales” o “La Universidad de Salamanca enseña como príncipe de todas las ciencias”. Este grabado se encuentra enmarcado entre semicolumnas cargadas de grutescos. 
Al dejar atrás este recibidor examinamos finalmente el patio de las Escuelas Menores. Es una arquitectura muy sencilla, de planta cuadrangular y un solo nivel. Esta construcción se comprende entre cuatro crujías compuestas por arcos mixtilíneos, nombrados de esta manera al alternar líneas curvas cóncavas y convexas con las rectas en ángulos entrantes y salientes. Estos arcos descansan sobre columnas de granito cuyos capiteles y basas siguen la tradición gótica. Este conjunto se encuentra rematado en la parte superior por una balaustrada que funciona a modo decorativo. Es un añadido posterior realizado en 1769 por Jerónimo García de Quiñones, cuyo estilo está evidentemente ligado al gusto barroco. 
En la parte central de esta obra se simula el brocal de un pozo. 
Prosiguiendo con esta descripción hemos de saber que en torno a este claustro se encontraban situadas las aulas en las que se impartía clase en aquel momento, y que actualmente funcionan como salas de exposición y dependencias administrativas. 

### El Cielo de Salamanca
Es aquí, en una de estas estancias, donde vamos a encontrar el Cielo de Salamanca. Esta es una obra pictórica datada en el siglo XV y realizada por Fernando Gallego, un pintor español perteneciente a la Escuela Hispano-Flamenca. 
En un principio se encontraba ocupando una tercera parte de la bóveda de la antigua biblioteca de la Universidad de Salamanca, ubicada dentro del conjunto de las Escuelas Mayores. Pero es en el siglo XVIII cuando esta estancia sufre un incendio, siendo necesario así una restauración. En aquel momento el plan de actuación que se llevó a cabo fue terminar de demoler los restos de la bóveda original para así construir una nueva, de esta manera las pinturas que cubrían la techumbre quedaron escondidas. 
No es entonces hasta el año 1901 cuando esta creación fue redescubierta por Antonio García Boiza, quien se topó con él mientras investigaba una cámara oculta en el falso techo de la Capilla de San Jerónimo, edificio que había sido la anteriormente mencionada biblioteca de la Universidad. Al subir al tejado para examinar el área, encontró esta impresionante bóveda mural pintada con motivos astrológicos.
Tras esto, esta obra fue restaurada y posteriormente trasladada al Museo Universitario, que se encuentra nada más y nada menos que en una de las dependencias de estas Escuelas Menores. 
En este trabajo se encuentran representadas las constelaciones zodiacales de Leo, Virgo, Libra, Escorpio y Sagitario, además de una serie de constelaciones como la del Boyero, la de Hércules, la de la Hidra, el Centauro, la Crátera, el Cuervo, la Corona y la Serpiente. En la misma hay una representación alegórica del Sol en forma humana, dispuesto sobre una cuadriga tirada por caballos y otra del dios Mercurio sobre un carro tirado por dos águilas. Todo este conjunto sobre cuatro cabezas que corresponden a los cuatro vientos, que a su vez se encuentra enmarcado por una inscripción en latín sacado del salmo bíblico del Rey David en el que se lee Quoniam video celos tuos, opera digitorum tuorum; lunam et stellas, que Tu fundasti , cuya traducción sería “Porque yo veré tus cielos, obra de tus dedos; Luna y estrellas que Tú fundaste”.
A partir de estas representaciones entendemos esta obra como una recopilación artística del saber de la época de cara a los conocimientos de astronomía y astrología. Dada su temática vamos a catalogar esta obra como una de las más particulares del primer Renacimiento español e incluso del propio Fernando Gallego. Se cree que para llegar a esta curiosa combinación es posible que se inspirase en distintos grabados populares de su tiempo, siendo estos una curiosa combinación de competencias relacionadas con la transición existente desde un gótico tardío hasta un renacimiento que estaba comenzando a fraguarse, teniendo en cuenta que la sociedad comenzaba a ser, no sólo más laica, sino también abierta ante una cultura clásica. 

## Modificaciones
Un tema muy importante a la hora de saber cómo han ido evolucionando y conservándose los edificios, además de saber los aspectos técnicos de la obra. A continuación vamos a ver las  partes de las escuelas menores y diremos de qué modificaciones y  materiales están hechos.
En primer lugar tenemos el “Cielo de Salamanca” tiene una técnica pictórica mixta con  óleo y temple. Óleo para figuras, temple para el fondo celeste y pan de oro para algunos elementos como estrellas. Presenta contrastes de color.
A partir de 1465 se abrió la primera biblioteca del estudio salmantino. En 1473 se autorizó la construcción de una nueva sala, ubicada sobre la capilla, con planta rectangular. Los encargados de la obra fueron los maestros musulmanes Alí Yusuf e Ibrahim, lo que muestra la mentalidad inclusiva de esta prestigiosa institución educativa, que valoraba la habilidad laboral más allá de la religión. La construcción finalizó en 1479. Esta sala contaba con una bóveda de cañón reforzada con dos arcos fajones de sillería, dividiendo el espacio en tres tramos, de los cuales los extremos tenían forma poligonal. La elección de esta estructura sugiere la intención de decorarla con frescos, cubriendo 400 m².
El contexto histórico influenció la obra: la década de 1480 marcó el fin de la Edad Media y el inicio de la Edad Moderna en España. En este período, la cátedra de Astrología adquirió gran relevancia, uniendo la tradición medieval con el avance científico renacentista en la universidad. Actualmente, el fresco conocido como el "Cielo de Salamanca" se conserva en una de las aulas del patio, un nombre dado a mediados del siglo XX por un catedrático de historia del arte de la Universidad de Salamanca. La bóveda se derrumbó parcialmente, y el tercio restante fue cubierto por una nueva capilla. Tras su redescubrimiento en reformas a mediados del siglo XX, el fresco fue restaurado y trasladado a su ubicación actual. 
Los 33 fragmentos restaurados se fijaron en una estructura de madera que reproduce la cubierta poligonal original. La sala está iluminada con luz tenue, cumpliendo la normativa europea UNE para la iluminación de murales centenarios, con una fuente de luz uniforme y espejos que facilitan su visualización. Actualmente, el acceso está restringido a investigadores y estudiantes de historia del arte que deben solicitarlo y estar acompañados por un catedrático o docente.
En segundo lugar en el año de 1533, fue construida la puerta del Patio de Escuelas Menores, la misma que presenta un doble acero de medio punto y que se presenta profusamente ornamentada, como si se tratara de la fachada de la Universidad. Esta puerta corresponde al acceso norte a este edificio y fue, de nuevo, reedificado en 1526, pues la primitiva puerta se encontraba muy deteriorada a principios del siglo XVI. 
En tercer lugar encontramos el Hospital del Estudio, su fachada presenta un diseño sencillo con una portada de estilo plateresco, adornada con un arco de medio punto, arcos carpaneles y escudos. La construcción incluyó la reutilización de elementos góticos y una crestería que fue restaurada en el siglo XX. 
Además, el hospital funcionó entre 1413 y 1810, sirviendo no sólo como centro sanitario sino también como lugar de hospedaje para estudiantes necesitados. Detalla cómo se donaron terrenos y casas para su ampliación, así como la importancia del edificio para la universidad, que lo utilizó para ampliar sus instalaciones en el siglo XV. A día de hoy es la sede del Rectorado de la Universidad de Salamanca.
Actualmente el Ministerio de Fomento ha licitado la restauración y rehabilitación de las Escuelas Menores de la Universidad de Salamanca con un presupuesto de 1,5 millones de euros y un plazo de 18 meses, previsto para finalizar en el primer trimestre de 2021. Las obras, centradas en el edificio de estilo gótico tardío, incluirán la restauración de la crestería, el acondicionamiento de la cubierta, y la rehabilitación integral de la Casa del Conserje. Además, se instalará un sistema contra incendios en el Archivo Histórico y la Sala de Incunables de las Escuelas Mayores. Este proyecto forma parte del Programa de Rehabilitación del Patrimonio Arquitectónico, que cuenta con una inversión total de 22 millones de euros.